# Michiel Mol
Michiel Mol (n. 4 august 1969, Breda, Țările de Jos) este un om de afaceri neerlandez, coproprietar al echipei de Formula 1 Spyker F1 Team.